# Cabeza Gorda
El pico de Cabeza Gorda es una elevación montañosa situada en el término municipal de Vallejera de Riofrío, en el sureste de la provincia de Salamanca, Castilla y León (España).

## Situación
La situación de Cabeza Gorda es de 40° 24'. Está en el sureste de la provincia de Salamanca y se eleva a 1520 m. s. n. m. según el instituto geográfico nacional y a 1523 m. s. n. m. según otras mediciones efectuadas. Pertenece al municipio de Vallejera de Riofrío, localidad más cercana y se accede por el Puerto de Vallejera, a 1.202 m de altitud, aunque hay más rutas, pero casi todas de ellas más difíciles de transitar, debido a la dejadez del campo, entre otros motivos.

### Vistas
Sus vistas son espectaculares. Se ven la comarca de Béjar y parte del Campo Charro, y los días de poca niebla se ve la capital de la provincia. Se observan fácilmente Guijuelo, Vallejera de Riofrío, Béjar (todo el corredor de Béjar) y el pantano de Santa Teresa. En su vista sur se observa de manera impecable la Sierra de Béjar, puesto que debido a la altitud de Cabeza Gorda, se observan fácilmente las pistas de esquí de La Covatilla, la cima del Calvitero, el Canchal de la Ceja, el valle de Hoya Moros y dos Hermanitos, que desde el pie de monte no se observan con facilidad.

### Orografía y espacio físico
Cabeza Gorda es la montaña más elevada de la Serranía de Vallejera o picos de Valdesangil-Vallejera, que es una formación montañosa junto a la sierra de Béjar, separada de ésta por el Puerto de Vallejera, y cuyas altitudes medias oscilan de los 1300 a 1400 m s. n. m. Este macizo montañoso representa una orografía escarpada, ideal para la escalada (Valdesangil y Vallejera son municipios ideales para la práctica de este deporte), debido a la erosión de estos montes que han dejado las rocas desnudas por todas sus laderas. 
Por su parte sur, la masa forestal es apenas nula, sólo observándose algunos grupos de robles y fresnos en su pie de monte, junto a las dehesas de Vallejera, siendo en su ladera norte todo lo contrario, puesto que su situación expuesta a norte, su apenas incidencia del sol (muy umbrío), hace que este otro lado sea de grandes bosques caducifolios (robles, fresnos, castaños, helechos, alguna haya), debido además a sus elevadas precipitaciones durante gran parte del año. A partir de los 1400 m. de altitud las masa forestal desaparece y comienzan a aparecer los piornos, escobas y otros arbustos más resistentes a los largos inviernos.
La fauna actual de la zona es cada vez más escasa, sobre todo en los animales típicos de caza menor (conejos, liebres y otros pequeños mamíferos como la zorra o el tejón), pero por otro lado se observa mayor aumento de animales de caza mayor, como los jabalíes, que han aumentado su población en los últimos años, los ciervos y corzos (estos últimos se han visto mucho últimamente). Además, en los prados de altura, aprovechan sus pastos ganados sueltos (sobre todo vacas).

## Hidrografía
En las laderas de esta montaña brotan cantidad de regatos y arroyos, que en su vertiente sur desembocan en el regato Fresnedas, y en su parte norte se produce el nacimiento del Arroyo de Valdesangil, que por su parte aguas abajo llega al Río Riofrío

## Clima
El clima de Cabeza de Gorda podría considerarse de montaña, debido a sus bajas temperaturas y elevadas precipitaciones, superando los 1500 metros de altitud. Su temperatura media es inferior a los 8 grados centígrados y la precipitación ronda los 1350 litros por metro cuadrado anuales. Los días de nevadas superan los 40 anuales, siendo una cifra bastante elevada comparando con el resto de España. Pese a ello, en su parte sur, más expuesta al sol, es menos extrema y la nieve se derrite con mayor rapidez que en la parte norte en la que durante todo el invierno es normal que puede haber nieve.
- Tabla climática de Cabeza Gorda (1523 metros)[1]

| Mes                | Ene  | Feb  | Mar | Abr | May | Jun  | Jul | Ago  | Sep  | Oct | Nov | Dic  | Año  |
| ------------------ | ---- | ---- | --- | --- | --- | ---- | --- | ---- | ---- | --- | --- | ---- | ---- |
| Temperatura media  | -1,8 | -0,3 | 3,9 | 7,5 | 8,6 | 13,9 | 18  | 18,2 | 11,8 | 9   | 4,5 | -0,9 | 7,7  |
| Días de nevadas    | 17   | 13   | 5   | 1   | 0   | 0    | 0   | 0    | 0    | 0   | 2   | 7    | 45   |
| Precipitación (mm) | 203  | 159  | 136 | 172 | 133 | 44   | 21  | 19   | 49   | 88  | 154 | 171  | 1349 |